# 科爾普納區
52°13′17″N 37°01′53″E / 52.22139°N 37.03139°E
科爾普納區（俄语：Колпнянский район），是俄羅斯的一個區，位於該國西南部，由奧廖爾州負責管轄，面積1,176.7平方公里，2010年人口15,453，人口密度每平方公里13.13人。